# Кобани
Айн ал-Араб (на арабски: عين العرب – „Окото на арабина“), наричан ог местното население от кюрди Кобани (на кюрдски: Kobanî) или Кобане (Kobanê/Kobané), е град в Северна Сирия, мухафаза (област) Халеб, административен център на едноименните минтака (околия) и нахия (община).
Разположен е на 125 километра североизточно от областния център Халеб, по границата с Турция. Населението му е 55 606 души (предимно кюрди) към 2012 година. Най-близкото летище е в Шанлъурфа, Турция.

## История
Произходът на името на кюрдски език е от думата kompanie, която се отнася до германската железопътна компания, построила участъка от железницата Коня-Багдад през 1911 г.
По време на Гражданската война преминава под контрола на Отрядите за народна самоотбрана (местно крило на ПКК - партия на кюрдите в Турция) през 2012 година. Градът е обсаден и атакуван от сили на ислямистката организация Ислямска държава в Ирак и Леванта през септември 2014 г. Почти напълно е освободен от кюрдските сили през януари 2015 г.